# Ченнайский экспресс
«Ченнайский экспресс» (англ. Chennai Express, хинди चेन्नई एक्सप्रेस, там. சென்னை எக்ஸ்பிரஸ்) — индийская комедия Рохита Шетти, вышедшая в прокат 8 августа 2013 года. Главные роли исполнили Шахрух Хан и Дипика Падуконе. Картина была номинирована на Filmfare Awards в 6 категориях, но не получила ни одного приза. Общие сборы фильма составили 422 крора ($68 млн.). «Ченнайский экспресс» стал самым кассовым фильмом Индии и удерживал это звание в течение четырёх месяцев, пока его рекорд по сборам не был побит фильмом «Байкеры 3».

## Сюжет
Сорокалетний кондитер из Мумбаи, Рахул, садится на Ченнайский экспресс, собираясь отвезти прах деда в Рамешварам, чтобы развеять его там, хотя на самом деле собирается сойти с поезда на следующей станции, чтобы отправиться веселиться с друзьями в Гоа. Но судьбе было угодно, чтобы он помог успеть на поезд девушке из тамильской деревни, а также кое-кому ещё. Все это разрушает его планы и круто меняет его жизнь и его самого.
В поезде Рахул пытается флиртовать с Миналочни, которая начинает общаться с ним, напевая пародии на песни из болливудских фильмов, и объясняет, что четверо мужчин, которым Рахул помог забраться в поезд, пытаются похитить её. Рахул отдает ей свой мобильный телефон, чтобы она могла связаться со своими друзьями, но те мужчины отбирают его и выкидывают из поезда. Рахул раздражен, но ничего не говорит, потому что у них есть оружие. Он рассказывает о них кондуктору, но они скидывают того с поезда как и телефон. Далее Рахул узнаёт, что девушку зовут Миналочни «Мина» Азагусумдарам, и она убегает от принудительного брака с Тангабалли. Её отец, Дургешвара Ажагусундарам, является влиятельным главарём местной мафии в штате Тамилнад.
Мина сходит с поезда в Комбане, взяв с собой Рахула, и представляет его отцу своим возлюбленным. Тангабалли вызывает Рахула на дуэль, и Рахул неосознанно принимает вызов из-за его незнания тамильского языка. В ночь поединка Рахул убегает с помощью местного полицейского Шамсера, но попадает на корабль с террористами и контрабандистами из Шри-Ланки. Между полицейскими силами и террористами начинается битва с применением оружия. Когда в ходе расследования полицейские забирают Рахула под стражу, он рассказывает свою историю, и его возвращают в Комбан. Испуганный и вновь окруженный сердитыми приспешниками Азагусумдарама, Рахул делает вид, что забирает Мину в заложники и убегает с ней в машине её отца. Когда машина ломается, Рахул и Мина ссорятся и разделяются. Рахул, не зная, куда идти, возвращается к Мине, которая ведет его в деревню Видхамба. Мина рассказывает сельским жителям, что они супружеская пара, нуждающаяся в защите и отдыхе, которые им предоставляют жители деревни.
Мина понимает, что она влюбилась в Рахула. Когда Рахул собирается вернуться домой, она утверждает, что не хочет заработать недоверие жителей деревни. Тангабалли ловит Рахула, когда тот пытается уйти, но жители деревни снова помогают им убежать. Мина убеждает Рахула развеять пепел своего деда и отправляется вместе с ним в Рамешварам, где они завершают обряды. На обратном пути Рахул понимает, что он влюбился в Мину, и не говорит ей, куда они идут. Он возвращает Мину к отцу и пытается заставить его понять и принять желание своей дочери, а также говорит Мине, что любит её. Рахул рассказывает Тангабалли и его приспешникам, что на этот раз он готов к битве. В последующем сражении Рахул сильно ранен, но побеждает. Отец Мины и приспешники Тангабалли признают, что любовь простого человека, такого как Рахул, сильнее, чем их физическая сила и политическое влияние. Азагусумдарам позволяет Рахулу жениться на Мине.

## В ролях
- Шахрукх Кхан — Рахул Митхаивала
- Дипика Падуконе — Миналочини «Мина» Азагусумдарам
- Камини Каушал — бабушка Рахула
- Лекх Тандон — дедушка Рахула
- Сатьярадж — Дургешвара Азагусумдарам, отец Мины
- Никитин Дхир — Тангабалли, жених Мины
- Мукеш Тивари — инспектор Шамшер Сингх
- Приямани — камео в песне «1 2 3 4 Get on the Dance Floor»

## Производство
Первоначально Рохит Шетти хотел снять ремейк комедии Angoor, вышедшей в 1982 году. После выхода боевика «Сингам», он начал писать сценарий, бросил его на середине. Сценарий «Ченнайского экспресса» был подготовлен для Шахруха Хана в качестве резерва, из-за трудностей с получением дат съёмки актёра.
На главную женскую роль претендовали Карина Капур, Асин и Дипика Падуконе, однако первые две актрисы отказались. В октябре 2012 года Дипика согласилась на участие в фильме, который стал для неё вторым, где она играла вместе с Шахрух Ханом после «Когда одной жизни мало».
Звезда тамильского кино Сатьярадж согласился на роль отца героини, которая стала для него дебютом в Болливуде. Приямани, которая известная по тамильским, малаялам- и каннада-фильмам была приглашена танцевать в item-номере.
Съёмки начались на киностудии Mehboob Studio в Мумбаи в октябре 2012 года. В ноябре того же года вся съёмочная группа начала снимать в штате Гоа.
В фильме есть несколько диалогов на тамильском языке, но для сохранения контекста субтитры не использовались.

## Саундтрек
| №                   | Название                         | Исполнители                                              | Длительность |
| ------------------- | -------------------------------- | -------------------------------------------------------- | ------------ |
| 1.                  | «1 2 3 4 Get on the Dance Floor» | Вишал Дадлани, Хамсика Айер, Шричаран                    | 3:48         |
| 2.                  | «Titli»                          | Гопи Сундер, Чинмайи                                     | 5:50         |
| 3.                  | «Tera Rastaa Chhodoon Na»        | Ануша Мани, Амитабх Бхаттачария                          | 4:13         |
| 4.                  | «Kashmir Main Tu Kanyakumari»    | Сунидхи Чаухан, Ариджит Сингх, Нити Мохан                | 5:07         |
| 5.                  | «Ready Steady Po»                | Вишал Дадлани, Бродха В, Smokey, Enkore, Натали де Лусио | 3:28         |
| 6.                  | «Chennai Express»                | С. П. Баласубраманьям, Джонита Ганди                     | 4:47         |
| 7.                  | «Titli» (Dubstep Version)        | Зохиб Хан, Феникс                                        | 3:40         |
| 8.                  | «Chennai Express» (Mashup)       | DJ Киран Каматх                                          | 3:37         |
| 9.                  | «Lungi Dance»                    | Йо Йо Хани Сингх                                         | 4:36         |
| Общая длительность: | Общая длительность:              | Общая длительность:                                      | 39:34        |

Песня «Lungi Dance» была посвящена Раджниканту, и в видеоклипе на неё на экране были показаны кадры из фильмов «Босс Шиваджи» и «Робот» с его участием. Исполнитель песни Йо Йо Хани Сингх участвовал только в промо версии клипа, а в киноверсии отсутствует. Благодаря популярности, эта песня звучит в нескольких южно-индийских фильмах, включая телугуязычный фильм Race Gurram (вечеринка у Лаки), «Крутой нрав» (где до приезда полиции преступник веселится с сообщниками), а также Sher 2015 года (по случаю прибытия Лунги Бабы). Песня «Chennai Express» стала возвращением для певца С. П. Баласубраманьяма после пятнадцатилетнего перерыва в Болливуде.